# Баргузин (ветер)
Баргузи́н — северо-восточный ветер, дующий в средней части Байкала из долины реки Баргузин по направлению к острову Ольхон. С его появлением устанавливается солнечная погода.
Возникает за счёт стока холодного воздуха из Даурских степей и имеет характер боры. Скорость обычно менее 20 м/с, продолжительность — несколько часов. Возникает в Баргузинской котловине (лесостепь), проходит через Шаманский отрог и усиливается в Баргузинском заливе. Высота волн у берега, вызываемая этим ветром, может достигать 4 м. Особой мощи достигает осенью.

## Баргузин в искусстве
Баргузин воспевается в русской народной песне «Славное море — священный Байкал»
Славное море — священный Байкал,

Славный корабль — омулёвая бочка.

Эй, баргузин, пошевеливай вал,

Молодцу плыть недалёчко.
Слово баргузин используется в произведении Есенина «Поэма о 36».
Пусть умирает

Тот,

Кто брата в тайгу

Ведёт.

А ты под кандальный

Дзин

Шпарь, как седой

Баргузин

Беги всё вперёд

И вперёд.
Впрочем, «седой баргузин» может означать также и баргузинского соболя, мех которого имеет седой подшёрсток и часто именуется «седым», причём с повышением «седины» цена шкурки может возрастать на порядок.